# 애보트와 코스텔로 프랑켄슈타인을 만나다
《애보트와 코스텔로 프랑켄슈타인을 만나다》(Abbott and Costello Meet Frankenstein)는 찰스 바튼(Charles Barton)이 감독한 1948년 미국 공포 코미디 영화이다. 애보트(Bud Abbott)와 코스텔로(Lou Costello)의 코미디 팀 주연.
이 영화는 코미디 듀오(애보트와 코스텔로)가 유니버설의 공포 영화에서 고전 캐릭터들을 만나는 몇몇 영화 중 첫 번째 작품이다. 이 영화에서는 드라큘라 백작(벨라 루고시), 몬스터 프랑켄슈타인(글렌 스트레인지-Glenn Strange), 늑대 인간(론 채니 주니어-Lon Chaney, Jr.)과 만나는 줄거리이다.
이후의 유니버설 스튜디오 영화들은 스토리와 플롯상에서 투명인간, 지킬박사와 하이드, 미라 등의 몬스터 캐릭터들과 애보트와 코스텔로의 코미디 팀을 결합한다. ("애보트와 코스텔로가 투명인간을 만나다"1951,"애보트와 코스텔로가 지킬 박사와 하이드 박사를 만나다"1953, 등)

2001년 미국 의회도서관은 이 영화를 문화적, 역사적 또는 미학적으로 중요하게 간주하여 미국 국립영화 등기부(National Film Registry)에서 보존하기로 결정했으며 2007년 9월에 리더스 다이제스트는 이 영화를 상위100 편의 재미있는 영화 중 하나로 선정했다.
이 영화는 "미국 영화 연구소의 역사상 가장 재미있는 미국 영화100편"목록의 56위이다.

## 출연

### 주연
- 버드 애보트
- 루 코스텔로

### 조연
- 론 채니 주니어
- 벨라 루고시
- 글렌 스트레인지
- 제인 랜돌프
- 프랑크 퍼거슨
- 보비 바버
- 해리 브라운
- 조 커크
- 하워드 네글리
- 빈센트 프라이스
- 칼 스클로버
- 헬렌 스프링
- 폴 스테이더
- 클라렌스 스트레이트

## 기타
- 조감독: 조셉 E. 케네디
- 세트: 올리버 이머트
- 세트: 러셀 A. 고스맨
- 분장부문: 버드 웨스트모어
- 분장부문: 잭 케반

## 같이 보기
- 다크 유니버스